# Katuni (ort i Kroatien)
Katuni är en ort i Kroatien.   Den ligger i länet Dalmatien, i den sydöstra delen av landet, 270 km söder om huvudstaden Zagreb. Katuni ligger 258 meter över havet och antalet invånare är 808.
Terrängen runt Katuni är huvudsakligen kuperad, men åt sydost är den bergig. Runt Katuni är det ganska tätbefolkat, med 72 invånare per kvadratkilometer. Närmaste större samhälle är Baška Voda, 12,7 km söder om Katuni. Omgivningarna runt Katuni är en mosaik av jordbruksmark och naturlig växtlighet.